# Takeshirō Kanokogi
Takeshirō Kanokogi (鹿子木 孟郎, Kanokogi Takeshirō), né le 9 novembre 1874 à Okayama et mort le 3 avril 1941 à Sakyō-ku, est un peintre japonais d'influence occidentale.

## Biographie
Il étudie la peinture avec Matsubara Sangoro et Koyama Shōtarō (1857-1916), et, à 31 ans, il part pour la France. Entre 1900 et 1916, il travaille avec Jean-Paul Laurens et Émile-René Ménard. De retour au Japon, il expose aux salons Bunten et Teiten (exposition impériale), en devient membre du jury, et, en 1906, fonde sa propre école à Kyoto : le Kansai Bijutsu-in, contribuant fortement à introduire l'art occidental dans son pays. Il appartient au Taiheiyo Gakai (société pacifique pour la peinture). Son propre style est influencé par le classicisme français.
Il sert de guide à Mathurin Méheut dans ses voyages au Japon, alimentant son intérêt tourné vers l'artisanat local (porcelaines, laques, gravure sur bois…).

## Galerie

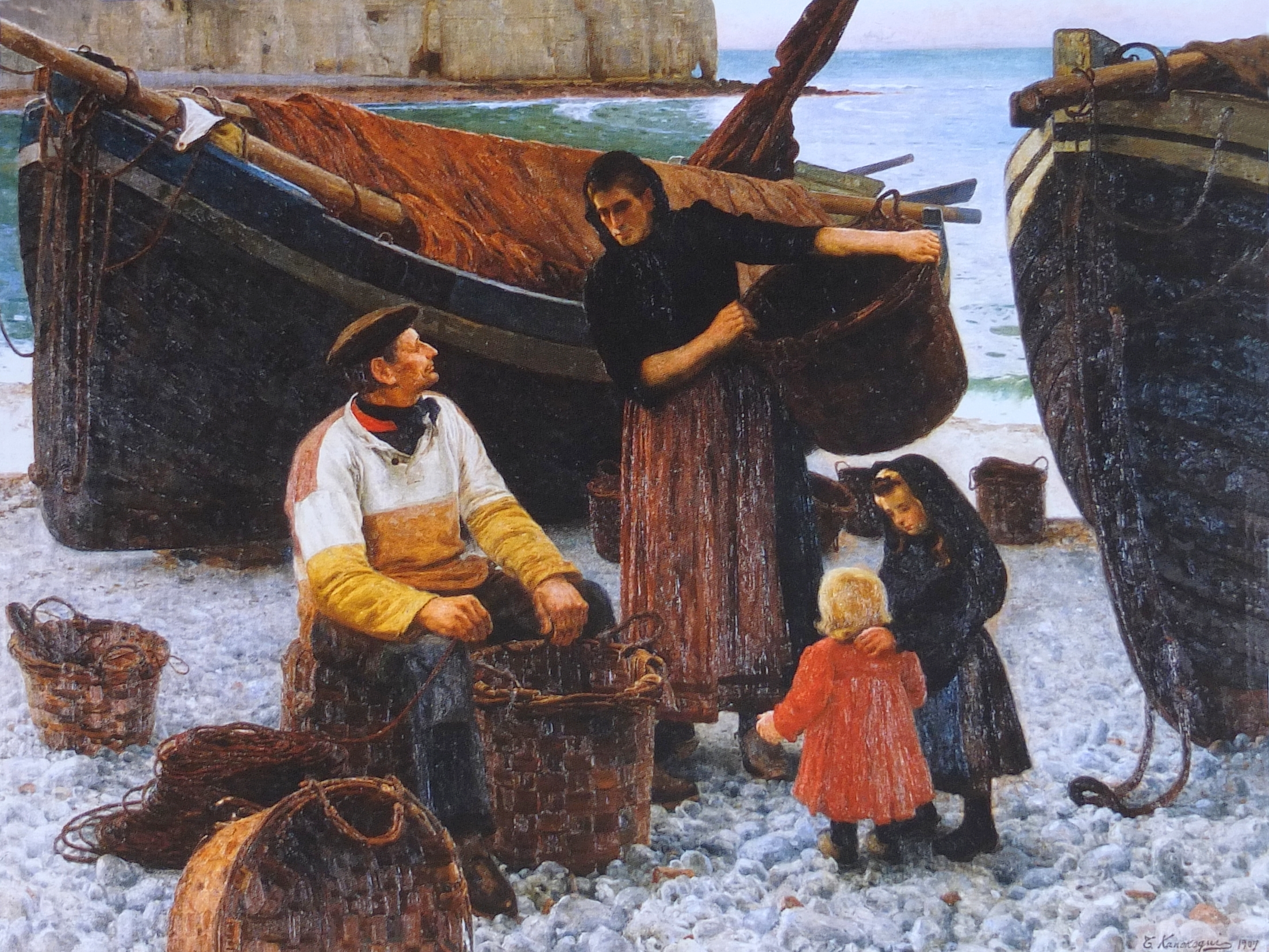
Plage à Yport, 1907.
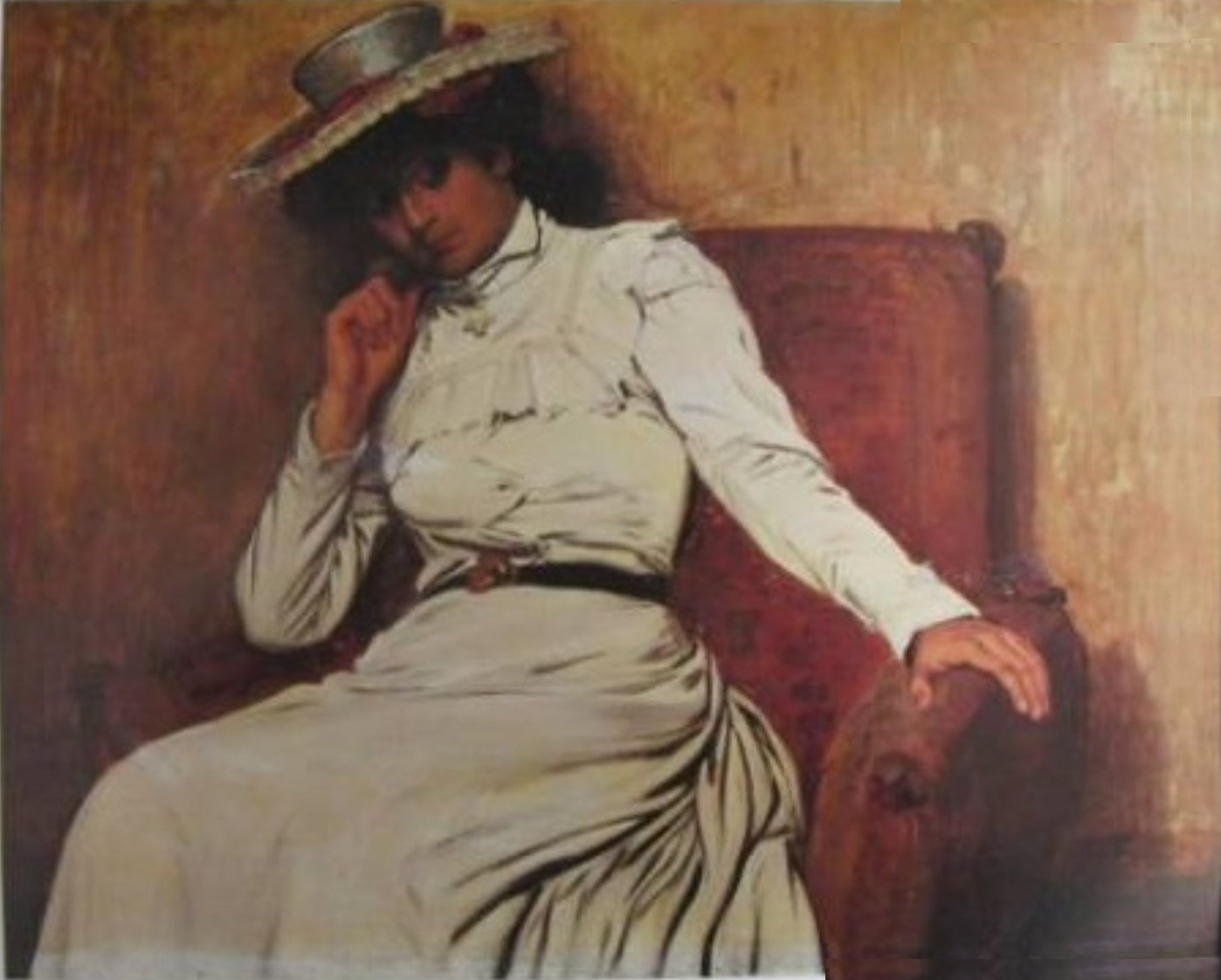
Portrait d'une Européenne.
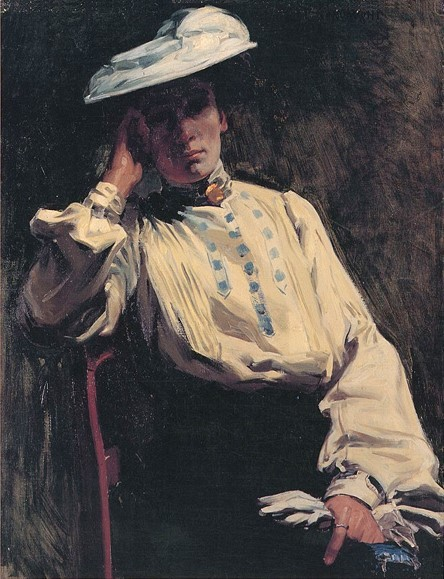
Portrait d'une Européenne.
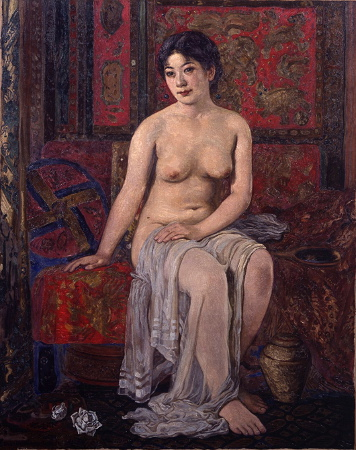
Nu à la rose, 1937.